# Эвкалипт звёздчатый
Эвкалипт звёздчатый (лат. Eucalyptus stellulata), также известный как Чёрная Салли (Black Sallee или Black Sally) — вечнозеленое дерево, вид рода Эвкалипт (Eucalyptus) семейства Миртовые (Myrtaceae).

## Распространение и экология
В природе ареал охватывает юго-восток Австралии — плоскогорья Нового Южного Уэльса и восточные горы Виктории. Поднимается до 1500 м над уровнем моря. Высоко в горах растёт как кустарник. Встречается на легких каменистых и влажных почвах.
Выдерживает кратковременное понижении температуры до -12… -11 °C и продолжительное до -10° без повреждений.
В сравнении с другими быстрорастущими видами отличается относительно медленным ростом. На глубоких аллювиальных почвах за 11 лет 
деревья достигают высоты до 10—11 м, при диаметре ствола 13—14 см, а на красноземных за 35 лет соответственно 15—16 м и 30 см.

## Ботаническое описание
Дерево высотой в 6—15 м.
Кора гладкая, белая, с возрастом приобретает оливково-зелёный оттенок, у основания ствола грубая и чешуевидная.
Молодые листья супротивные, в небольшом количестве пар, сидячие или на коротких черешках, круглые, почковидные или продолговато-яйцевидные и тогда остроконечные, длиной 3—6 см, шириной 2,5—6 см, сизые. Взрослые — очерёдные, черешковые, эллиптические или широко ланцетные, длиной 6—8 см, шириной 2—2,5 см, кожистые.
Зонтики пазушные, 7—16-цветковые; ножка зонтика цилиндрическая, длиной 3—5 мм; бутоны сидячие, цилиндрические, заострённые к обоим концам, длиной 6—7 мм, диаметром 3—4 мм; крышечка заострённо-коническая или клювовидная, равна по длине трубке цветоложа; пыльники почковидные; железка верхушечная.
Плоды шаровидно-кубарчатые или яйцевидные, сидячие, длиной 3—4 мм, диаметром 4—5 мм; диск косой; створки вдавленные.
На родине цветёт в июле — октябре; на Черноморском побережье Кавказа — в августе — сентябре.

## Значение и применение
Древесина светлая, непрочная, употребляется главным образом на топливо.
Листья содержат эфирное (эвкалиптовое) масло (0,3 %), состоящее из фелландрена, цинеола и сесквитерпенов.

## Классификация

### Представители
В рамках виды выделяют несколько разновидностей:
- Eucalyptus stellulata var. alpina Ewart
- Eucalyptus stellulata var. angustifolia Benth.
- Eucalyptus stellulata var. luehmanniana (F.Muell.) F.Muell.
- Eucalyptus stellulata var. stellulata

### Таксономия
Вид Эвкалипт звёздчатый входит в род Эвкалипт (Eucalyptus) подсемейства Миртовые (Myrtoideae) семейства Миртовые (Myrtaceae) порядка Миртоцветные (Myrtales).
|  |                                      |  |                                                             |                                                             |                    |  | ещё 13 семейств (согласно Системе APG II) | ещё 13 семейств (согласно Системе APG II)    |                                              |  |  |  | ещё 130 родов       | ещё 130 родов           |  |  |
|  |                                      |  |                                                             |                                                             |                    |  | ещё 13 семейств (согласно Системе APG II) | ещё 13 семейств (согласно Системе APG II)    |                                              |  |  |  | ещё 130 родов       | ещё 130 родов           |  |  |
|  |                                      |  |                                                             | порядок Миртоцветные                                        |                    |  |                                           |                                              | подсемейство Миртовые                        |  |  |  |                     | вид Эвкалипт звёздчатый |  |  |
|  |                                      |  |                                                             | порядок Миртоцветные                                        |                    |  |                                           |                                              | подсемейство Миртовые                        |  |  |  |                     | вид Эвкалипт звёздчатый |  |  |
|  | отдел Цветковые, или Покрытосеменные |  |                                                             |                                                             | семейство Миртовые |  |                                           |                                              | род Эвкалипт                                 |  |  |  |                     |                         |  |  |
|  | отдел Цветковые, или Покрытосеменные |  |                                                             |                                                             |                    |  |                                           |                                              |                                              |  |  |  |                     |                         |  |  |
|  |                                      |  | ещё 44 порядка цветковых растений (согласно Системе APG II) | ещё 44 порядка цветковых растений (согласно Системе APG II) |                    |  |                                           | ещё 1 подсемейство (согласно Системе APG II) | ещё 1 подсемейство (согласно Системе APG II) |  |  |  | ещё более 700 видов |                         |  |  |
|  |                                      |  |                                                             | ещё 44 порядка цветковых растений (согласно Системе APG II) |                    |  |                                           |                                              | ещё 1 подсемейство (согласно Системе APG II) |  |  |  |                     |                         |  |  |